# Argyripnus brocki
Argyripnus brocki, tên thông dụng trong tiếng Anh là Brock's bristle-mouth fish, là một loài cá vây tia thuộc chi Argyripnus có ở Thái Bình Dương.

## Từ nguyên
Loài cá này được đặt theo tên của Vernon E. Brock (1912–1971), một nhà ngư học/bò sát học, vì những đóng góp của ông cho sinh học biển và trợ giúp trong các nghiên cứu của Struhsaker về các loài cá biển sâu Hawaii.